# John MacPherson Berrien
John MacPherson Berrien (Rocky Hill, 23 agosto 1781 – Savannah, 1º gennaio 1856) è stato un politico statunitense.

## Biografia
Fu l'11º procuratore generale degli Stati Uniti d'America nel corso della presidenza di Andrew Jackson (7º presidente).
Dopo essersi trasferito a Savannah nello stato della Georgia, studiò al college di Princeton.
Presidente della convenzione tenutasi nel 1855 a Milledgeville dell'American Party (partito politico fondato sul Know Nothing). Alla sua morte il corpo venne seppellito a Laurel Grove Cemetery

## Riconoscimenti
Due contee devono il loro nome a Berrien, quella della Georgia e quella del Michigan